# Thần tượng âm nhạc Việt Nam (mùa 8)
Mùa thứ 8 của chương trình Thần tượng âm nhạc Việt Nam với tên gọi Thần tượng âm nhạc Việt Nam thế hệ mới được phát sóng từ ngày 8 tháng 7 đến ngày 21 tháng 10 năm 2023 trên kênh VTV3. Ca sĩ Mỹ Tâm quay trở lại vị trí giám khảo kể từ mùa thứ 5 cùng với đạo diễn Nguyễn Quang Dũng; trong khi nhạc sĩ Huy Tuấn có lần đầu làm giám khảo chính tại chương trình. Đức Bảo là người dẫn chương trình của mùa này. Đây là mùa thi đánh dấu sự trở lại của chương trình sau 7 năm tạm dừng sản xuất và phát sóng, và cũng là mùa đầu tiên chương trình được sản xuất dưới sự hợp tác của Ban Văn nghệ, Đài Truyền hình Việt Nam và công ty Cát Tiên Sa.
Đêm chung kết diễn ra vào ngày 21 tháng 10 năm với chiến thắng thuộc về thí sinh Hà An Huy, trong khi Lâm Phúc và Hà Minh đồng vị trí á quân.

## Sản xuất
Sau 7 năm tạm dừng sản xuất, tối ngày 6 tháng 1 năm 2023, công ty Cát Tiên Sa thông báo chương trình sẽ được tổ chức trở lại. Những thông tin đầu tiên của chương trình cũng đã được nhà sản xuất công bố cùng ngày. Vòng tuyển sinh online ban đầu sẽ diễn ra từ ngày 15 tháng 1 đến ngày 15 tháng 3; trong khi vòng tuyển sinh trực tiếp diễn ra từ ngày 15 tháng 3 đến 30 tháng 3 năm 2023 tại thành phố Hồ Chí Minh và Hà Nội. Đầu tháng 3, ban tổ chức kéo dài thời gian vòng tuyển sinh online tới ngày 15 tháng 5 năm 2023. Vòng tuyển sinh trực tiếp được tổ chức vào ngày 3 tháng 6 năm 2023 tại Hà Nội và ngày 10 tháng 6 năm 2023 tại thành phố Hồ Chí Minh. Đặc biệt, chương trình còn phối hợp với FG Entertainment Network (FGEN) và TAIHEN để lần đầu tiên tổ chức tuyển sinh tại California (Hoa Kỳ) từ ngày 30 tháng 5 đến ngày 16 tháng 6 năm 2023, và tại Nhật Bản từ ngày 3 tháng 6 đến ngày 11 tháng 6 năm 2023.
Vào cuối tháng 5 năm 2023, ban tổ chức công bố 7 giám khảo sơ tuyển của mùa thi này, gồm ca sĩ Phương Vy, ca sĩ Giang Hồng Ngọc, nhà sản xuất âm nhạc Only C, Châu Đăng Khoa, Đỗ Hiếu, DTAP và nhà sản xuất - nhà báo Phan Anh. Theo ban tổ chức, mùa thứ 8 này có sự điều chỉnh trong hình thức và tiêu chí chấm thi so với các mùa trước nhằm tìm kiếm ra quán quân xứng đáng.
Ngày 5 tháng 7 năm 2023, ba giám khảo chính thức đã được công bố bao gồm nhạc sĩ Huy Tuấn, ca sĩ Mỹ Tâm và đạo diễn Nguyễn Quang Dũng. Người dẫn chương trình cho mùa này cũng được công bố là MC Đức Bảo.

## Phát sóng
Mùa thứ 8 của chương trình Thần tượng âm nhạc Việt Nam phát sóng từ ngày 8 tháng 7 đến ngày 21 tháng 10 năm 2023. Ba vòng đầu tiên của chương trình được ghi hình trước và phát sóng lúc 21:15 thứ 7 hàng tuần trên kênh VTV3 và được công chiếu sau đó trên kênh YouTube chính thức của chương trình.
Các đêm diễn vòng Liveshow được truyền hình trực tiếp trên kênh VTV3 lúc 21:15 thứ 7 hàng tuần, từ ngày 9 tháng 9 năm 2023 đến 14 tháng 10 năm 2023, đêm Chung kết được truyền hình trực tiếp vào 21:00 ngày 21 tháng 10 năm 2023 và được đăng tải lại sau đó trên kênh YouTube chính thức của chương trình.

## Vòng sơ tuyển
Vòng sơ tuyển diễn ra tại hai địa điểm:
- Trường Đại học Thăng Long (Hà Nội, 3 tháng 6 năm 2023);[23]
- Nhà văn hóa sinh viên, Đại học Quốc gia Thành phố Hồ Chí Minh (Thành phố Hồ Chí Minh, 10 tháng 6 năm 2023).[24]

Ngoài ra, chương trình cũng tổ chức vòng sơ tuyển tại California, Mỹ từ ngày 30 tháng 5 đến ngày 16 tháng 6 năm 2023 và tại Nhật Bản từ ngày 3 tháng 6 đến ngày 11 tháng 6 năm 2023.
60 thí sinh xuất sắc nhất tại vòng sơ tuyển ở Việt Nam sẽ cùng các thí sinh được chọn trong các vòng sơ tuyển tại Mỹ và Nhật Bản bước vào vòng tuyển chọn.

## Vòng tuyển chọn
Các thí sinh vượt qua vòng sơ tuyển lần lượt bước vào phòng và trình diễn một tiết mục đã chuẩn bị trước để thuyết phục ban giám khảo lựa chọn mình. Ban giám khảo có hai loại vé để trao cho thí sinh:
- Vé vàng: Thí sinh được bước tiếp vào vòng nhà hát. Ban giám khảo chỉ có 15 tấm vé vàng để trao cho các thí sinh.
- Vé bạc: Thí sinh vào phòng chờ; ở cuối mỗi tập phát sóng của vòng này, ban giám khảo sẽ chọn một thí sinh (hoặc nhiều hơn, tùy vào quyết định của họ) để trao tấm vé vàng bước vào vòng tiếp theo.

| TT                          | Tên thí sinh                          | Tiết mục thể hiện (Tác giả)                                                                        | Kết quả                     | Phòng chờ (nếu vé bạc)      |
| Tập 1 (08 tháng 7 năm 2023) | Tập 1 (08 tháng 7 năm 2023)           | Tập 1 (08 tháng 7 năm 2023)                                                                        | Tập 1 (08 tháng 7 năm 2023) | Tập 1 (08 tháng 7 năm 2023) |
| --------------------------- | ------------------------------------- | -------------------------------------------------------------------------------------------------- | --------------------------- | --------------------------- |
| 1                           | Triệu Quang Vinh                      | "Môi hôn vừa trao nhau sao đành quên" (Triệu Quang Vinh)                                           | Loại                        |                             |
| 2                           | Dương Thành Đạt (Lohan)               | "Thương em là điều anh không thể ngờ" (Triết Phạm)                                                 | Vé bạc                      | Loại                        |
| 3                           | Nguyễn Hoàng Hương Linh (PiaLinh)     | "Chân ái" (Châu Đăng Khoa)                                                                         | Vé vàng                     |                             |
| 4                           | Mai Kim Liên                          | "Cưới thôi" (B Ray và Masew)                                                                       | Loại                        |                             |
| 5                           | Cao Đức Nhân                          | "Tâm sự cùng người lạ" (Tiên Cookie)                                                               | Vé vàng                     |                             |
| 6                           | Lê Thị Kim Nhã                        | "Là anh" (Nhạc nước ngoài - Lời Việt: Phạm Lịch)                                                   | Vé bạc                      | Loại                        |
| 7                           | Huỳnh Công Luận                       | "Mơ" (Vũ Cát Tường)                                                                                | Loại                        |                             |
| 8                           | Vương Quốc Huy                        | Mashup: "Đi đu đưa đi" (Tiên Cookie), "Bùa yêu" (Tiên Cookie, Phạm Thanh Hà, DươngK)               | Vé bạc                      | Vé vàng                     |
| 9                           | Hồ Võ Thanh Thảo (Muộii)              | "Yêu xa" (Vũ Cát Tường)                                                                            | Vé vàng                     |                             |
| Tập 2 (15 tháng 7 năm 2023) |                                       | |                             |                             |
| 1                           | Lương Bảo Duy                         | "Tình ánh trăng" (Lương Bảo Duy)                                                                   | Loại                        |                             |
| 2                           | Thanh Giang (G-Ella)                  | "Một cú lừa" (Tiên Cookie)                                                                         | Vé vàng                     |                             |
| 3                           | Nguyễn Duy Khoa                       | "Thả" (Nguyễn Duy Khoa)                                                                            | Loại                        |                             |
| 4                           | Nguyễn Trọng Bằng                     | "Em không sai chúng ta sai" (Nguyễn Phúc Thiện)                                                    | Loại                        |                             |
| 5                           | Nguyễn Đức Long                       | "Quá khứ còn lại gì" (Vũ Minh Tâm)                                                                 | Loại                        |                             |
| 6                           | Hà An Huy                             | "Rơi" (Hà An Huy)                                                                                  | Vé vàng                     |                             |
| 7                           | Nguyễn Thị Ngọc Anh                   | "Đêm" (Dominik Nghĩa Đỗ, Hoàng Quân)                                                               | Loại                        |                             |
| 8                           | Trần Thị Thu Hà                       | "Rồi con tim sẽ lành" (Ly Ly)                                                                      | Vé bạc                      | Loại                        |
| 9                           | Diệp Hoàng Phương Quyên (Pittu Quyên) | "Có bao giờ" (Lê Hà Nguyên)                                                                        | Vé bạc                      | Vé vàng                     |
| 10                          | Nguyễn Hà Minh                        | "Giữa đại lộ Đông Tây" (Hứa Kim Tuyền)                                                             | Vé vàng                     |                             |
| 11                          | Nguyễn Hoàng Minh Khôi                | "Hẹn một mai" (Nguyễn Duy Anh)                                                                     | Loại                        |                             |
| 12                          | Trần Quang Trung (Quang Trung)        | "Giá như mình đừng yêu nhau" (Phương Uyên - Vũ Thảo My)                                            | Vé vàng                     |                             |
| Tập 3 (22 tháng 7 năm 2023) |                                       | |                             |                             |
| 1                           | Nguyễn Thanh Hường                    | "Với anh em vẫn là cô bé" (Lương Bằng Quang)                                                       | Loại                        |                             |
| 2                           | Lê Quốc Vương                         | "Lần cuối" (Vũ Đinh Trọng Thắng)                                                                   | Vé bạc                      | Vé vàng                     |
| 3                           | Trần Phương Anh                       | "Sài Gòn tôi mưa" (Nguyễn Kim Tuyên)                                                               | Vé bạc                      | Vé vàng                     |
| 4                           | Vương Thu Hà                          | "Ước mơ của mẹ" (Hứa Kim Tuyền)                                                                    | Vé bạc                      | Vé vàng                     |
| 5                           | Trần Quang Chung                      | "Chuyện của mùa đông" (Phạm Toàn Thắng)                                                            | Loại                        |                             |
| 6                           | Nguyễn Xuân Sơn                       | "Diva" (Mew Amazing)                                                                               | Loại                        |                             |
| 7                           | Đỗ Thị Quỳnh Trân                     | "Và ngày nào đó" (Lê Phương)                                                                       | Vé bạc                      | Loại                        |
| 8                           | Nguyễn Khánh Huế                      | "Ngại ngùng" (Lưu Thiên Hương)                                                                     | Vé bạc                      | Vé vàng                     |
| 9                           | Nguyễn Xuân Uy                        | "Trăng sáng như tình ta" (Nguyễn Xuân Uy)                                                          | Loại                        |                             |
| 10                          | Phạm Xuân Định                        | "Ngôi thứ 3" (Phạm Xuân Định)                                                                      | Vé vàng                     |                             |
| Tập 4 (29 tháng 7 năm 2023) |                                       | |                             |                             |
| 1                           | Nguyễn Duy Anh                        | "Ánh sao và bầu trời" (Cá)                                                                         | Vé bạc                      | Loại                        |
| 2                           | Lê Thị Phương Ly                      | "Không thể cùng nhau suốt kiếp" (Mr. Siro)                                                         | Vé vàng                     |                             |
| 3                           | Đặng Quốc Phương                      | "Lặng thầm" (Nguyễn Hoàng Duy)                                                                     | Loại                        |                             |
| 4                           | Trần Quốc Hiếu                        | "Giá ngày đầu đừng nói thương nhau" (Ngọc Dolly)                                                   | Loại                        |                             |
| 5                           | Nguyễn Lê Diễm Hằng (Lamoon)          | "Nhỏ học chung trường lớn lên chung đường" (Nguyễn Lê Diễm Hằng)                                   | Vé bạc                      | Vé vàng                     |
| 6                           | Lê Phúc Cương Anh                     | "All by Myself" (Eric Carmen - Sergei Rachmaninoff)                                                | Vé bạc                      | Vé vàng                     |
| 7                           | Nguyễn Ngọc Lợi                       | "Tân thời" (Huỳnh Hiền Năng)                                                                       | Loại                        |                             |
| 8                           | Nguyễn Thành Đạt                      | "Nửa thập kỷ" (Hoàng Dũng)                                                                         | Vé vàng                     |                             |
| 9                           | Đoàn Thị Thanh Hiền                   | "Gửi ngàn lời yêu" (Minh Vương - Lê Việt Khánh)                                                    | Vé vàng                     |                             |
| 10                          | Nguyễn Thanh Phúc                     | "Một ngày tôi quên hết" (Hứa Kim Tuyền)                                                            | Loại                        |                             |
| Tập 5 (5 tháng 8 năm 2023)  |                                       | |                             |                             |
| 1                           | Phạm Thị An Chinh                     | "Có ai thương em như anh" (Bùi Công Nam)                                                           | Loại                        |                             |
| 2                           | Trương Bảo Ngọc                       | "Chuyện mưa" (Lê Hà Nguyên)                                                                        | Loại                        |                             |
| 3                           | Cao Đăng Hiếu                         | "Ngắm biển" (Cao Đăng Hiếu)                                                                        | Vé bạc                      | Loại                        |
| 4                           | Thu Hiền (Hellen)                     | "Sợ yêu" (Hoàng Nhã)                                                                               | Vé vàng                     |                             |
| 5                           | Trần Ti Na                            | "Mah Boy" (Trần Ti Na)                                                                             | Vé bạc                      | Loại                        |
| 6                           | Shana Huỳnh (Huỳnh Thụy Trúc Lam)     | "Hello Vietnam" (Nhạc sĩ: Marc Lavoine - Lời Việt: Phạm Quỳnh Anh)                                 | Vé bạc                      | Vé vàng                     |
| 7                           | Nguyễn Tri Thức                       | "Không cần" (Hải Sâm)                                                                              | Vé vàng                     |                             |
| 8                           | Nguyễn Đoàn Thanh                     | "Dây dưa" (Nguyễn Đoàn Thanh)                                                                      | Vé bạc                      | Loại                        |
| 9                           | Nguyễn Thùy Diệu Tuyết                | "Vì yêu ai đó quá nhiều" (Yến Lê)                                                                  | Vé vàng                     |                             |
| 10                          | Trần Thiên Minh Nhật                  | "Story (AI)" (Kiku)                                                                                | Vé bạc                      | Vé vàng                     |
| Tập 6 (12 tháng 8 năm 2023) |                                       | |                             |                             |
| 1                           | Nguyễn Văn Việt Cường                 | "Cám dỗ" (Hứa Kim Tuyền)                                                                           | Loại                        |                             |
| 2                           | Vũ Xuân Đạt (Đạt Ozy)                 | "Thiên đường" (Đạt Ozy)                                                                            | Vé bạc                      | Vé vàng                     |
| 3                           | Hà Uyển Linh                          | "Плакала" (Сергей Локшин - Sergei Lokshin)                                                         | Vé bạc                      | Vé vàng                     |
| 4                           | Phan Thy Thy                          | "Người lạ ơi" (Châu Đăng Khoa)                                                                     | Vé vàng                     |                             |
| 5                           | Lương Thị Ngọc Nguyên                 | "Nơi mình dừng chân" (Khắc Hưng)                                                                   | Loại                        |                             |
| 6                           | Lê Anh Khắc                           | "Như những phút ban đầu" (Hoài Lâm)                                                                | Loại                        |                             |
| 7                           | Nghiêm Thị Thanh Phương               | "Tình lãng phí" (Hứa Kim Tuyền)                                                                    | Vé bạc                      | Loại                        |
| 8                           | Nguyễn Thị Thu Thủy (Annie)           | "Mượn rượu tỏ tình" (Nguyễn Thủy Tiên - Trần Tất Vũ)                                               | Vé bạc                      | Vé vàng                     |
| 9                           | Đỗ Thế Nhật                           | "Đứng ngồi yên trong góc tối" (Võ Thiện Thanh)                                                     | Loại                        |                             |
| Vòng tuyển chọn tại Hoa Kỳ  |                                       | |                             |                             |
| —                           | Lê Khoa                               | "Anyone" (Demi Lovato, Bibi Bourelly, Eyelar Mirzazadeh, Jay Mooncie, Sam Roman, Dayyon Alexander) | Vé vàng                     |                             |
| —                           | Quang Huy                             | "Like I Want You" (Giveon Evans, Jahaan Sweet, Marcus Semaj, River Tiber, Rupert Thomas Jr.)       | Vé bạc                      | Vé vàng                     |

## Vòng nhà hát
31 thí sinh vượt qua vòng tuyển chọn được chia thành 15 nhóm 2 hoặc 3 người để đối đầu với nhau, tương ứng với chủ đề của 15 nhạc sĩ Việt Nam. Mỗi thí sinh chọn một bài hát của nhạc sĩ đó và trình diễn trên sân khấu để thuyết phục ban giám khảo. Ban giám khảo có thể lựa chọn trực tiếp thí sinh đó vào đêm nhạc Thần tượng, hoặc trao vé chờ cho các thí sinh nhận và vào nhóm chờ; sau khi tất cả thí sinh trong tập hoàn thành phần thi, các giám khảo sẽ chọn ra một số thí sinh trong nhóm chờ để bước tiếp vào đêm nhạc Thần tượng.
Sau vòng này, 15 thí sinh được ban giám khảo chọn trong 15 nhóm giành quyền đi tiếp vào đêm nhạc Thần tượng.
| TTN                         | Thể loại                    | Tên thí sinh                | Tiết mục thể hiện (Tác giả)                  | Kết quả                     | Đổi vé chờ                  |
| Tập 7 (19 tháng 8 năm 2023) | Tập 7 (19 tháng 8 năm 2023) | Tập 7 (19 tháng 8 năm 2023) | Tập 7 (19 tháng 8 năm 2023)                  | Tập 7 (19 tháng 8 năm 2023) | Tập 7 (19 tháng 8 năm 2023) |
| --------------------------- | --------------------------- | --------------------------- | -------------------------------------------- | --------------------------- | --------------------------- |
| 1                           | Funky                       | Shana Huỳnh                 | "Anh đang nơi đâu" (Khắc Hưng)               | Vé chờ                      | Loại                        |
| 1                           | Funky                       | Vương Thu Hà (Suha)         | "Bao giờ đủ lớn" (Khắc Hưng)                 | Vé chờ                      | Được chọn                   |
|                             |                             |                             |                                              |                             |                             |
| 2                           | Tự do                       | Lê Quốc Vương               | "Đau để trưởng thành" (Only C)               | Vé chờ                      | Loại                        |
| 2                           | Tự do                       | Trần Phương Anh             | "Vì yêu là nhớ" (Only C)                     | Loại                        |                             |
|                             |                             |                             |                                              |                             |                             |
| 3                           | Country                     | Vũ Xuân Đạt (Đạt Ozy)       | "Mình yêu nhau đi" (Tiên Cookie)             | Loại                        |                             |
| 3                           | Country                     | Hương Linh (PiaLinh)        | "Đi rồi sẽ đến" (Tiên Cookie)                | Được chọn                   |                             |
|                             |                             |                             |                                              |                             |                             |
| 4                           | Dòng nhạc Soul              | Nguyễn Lâm Phúc             | "Có người" (Vũ Cát Tường)                    | Được chọn                   |                             |
| 4                           | Dòng nhạc Soul              | Vũ Hiền (Hellen)            | "Góc ban công" (Vũ Cát Tường)                | Được chọn                   |                             |
|                             |                             |                             |                                              |                             |                             |
| 5                           | Tự do                       | Quang Huy                   | "Là sao em ơi" (Bùi Công Nam)                | Loại                        |                             |
| 5                           | Tự do                       | Dương Thành Đạt             | "Có ai thương em như anh" (Bùi Công Nam)     | Vé chờ                      | Được chọn                   |
| 5                           | Tự do                       | Lê Khoa                     | "Có không giữ mất đừng tìm" (Bùi Công Nam)   | Được chọn                   |                             |
|                             |                             |                             |                                              |                             |                             |
| 6                           | Tự do                       | Nguyễn Khánh Huế            | "Một ngàn nỗi đau" (Hứa Kim Tuyền)           | Loại                        |                             |
| 6                           | Tự do                       | Nguyễn Hà Minh              | "Hương" (Hứa Kim Tuyền)                      | Được chọn                   |                             |
|                             |                             |                             |                                              |                             |                             |
| 7                           | Teen pop                    | Nguyễn Thùy Diệu Tuyết      | "Gọi tên em" (Kai Đinh)                      | Vé chờ                      | Loại                        |
| 7                           | Teen pop                    | Hồ Võ Thanh Thảo (Muộii)    | "Có em chờ" (Kai Đinh)                       | Được chọn                   |                             |
| Tập 8 (26 tháng 8 năm 2023) |                             |                             |                                              |                             |                             |
| 1                           | Nhạc kịch                   | Lê Phúc Cương Anh           | "Bác làm vườn và con chim sâu" (Mew Amazing) | Loại                        |                             |
| 1                           | Nhạc kịch                   | Vương Quốc Huy              | "Sáng mắt chưa" (Mew Amazing)                | Loại                        |                             |
|                             |                             |                             |                                              |                             |                             |
| 2                           | Ballad                      | Quang Trung                 | "Nước ngoài" (Phan Mạnh Quỳnh)               | Vé chờ                      | Loại                        |
| 2                           | Ballad                      | Trần Thiên Minh Nhật        | "Sao cha không" (Phan Mạnh Quỳnh)            | Vé chờ                      | Loại                        |
|                             |                             |                             |                                              |                             |                             |
| 3                           | Blues jazz                  | Phương Quyên (Pittu Quyên)  | "Giữ lấy làm gì" (Grey D)                    | Loại                        |                             |
| 3                           | Blues jazz                  | Phan Thy Thy                | "Giữ lấy làm gì" (Grey D)                    | Vé chờ                      | Được chọn                   |
|                             |                             |                             |                                              |                             |                             |
| 4                           | Waltz                       | Diễm Hằng (Lamoon)          | "Tình nhân ơi" (Châu Đăng Khoa)              | Vé chờ                      | Được chọn                   |
| 4                           | Waltz                       | Lê Thị Phương Ly            | "Tình nhân ơi" (Châu Đăng Khoa)              | Loại                        |                             |
|                             |                             |                             |                                              |                             |                             |
| 5                           | R&B                         | Xuân Định K.Y               | "Dành cho em" (Hoàng Tôn)                    | Được chọn                   |                             |
| 5                           | R&B                         | Hà An Huy                   | "Dành cho em" (Hoàng Tôn)                    | Được chọn                   |                             |
|                             |                             |                             |                                              |                             |                             |
| 6                           | Bossa nova                  | Nguyễn Tri Thức             | "Nghe ta hồi sinh" (Đỗ Hiếu)                 | Vé chờ                      | Loại                        |
| 6                           | Bossa nova                  | Nguyễn Thành Đạt            | "Gạt đi nước mắt" (Đỗ Hiếu)                  | Được chọn                   |                             |
|                             |                             |                             |                                              |                             |                             |
| 7                           | Cha cha cha                 | Thanh Giang (G-Ella)        | "Shh! Chỉ ta biết thôi" (Nguyễn Phúc Thiện)  | Loại                        |                             |
| 7                           | Cha cha cha                 | Thu Thủy (Annie)            | "Shh! Chỉ ta biết thôi" (Nguyễn Phúc Thiện)  | Vé chờ                      | Được chọn                   |
|                             |                             |                             |                                              |                             |                             |
| 8                           | Swing                       | Hà Uyển Linh                | "Giận anh" (Đức Trí)                         | Loại                        |                             |
| 8                           | Swing                       | Đoàn Thị Thanh Hiền         | "Có nhau trọn đời" (Đức Trí)                 | Vé chờ                      | Được chọn                   |

## Đêm nhạc Thần tượng
Mỗi thí sinh chọn một bài hát và lần lượt biểu diễn trên sân khấu trước ban giám khảo và khán giả tại khu nghỉ mát Corona Resort & Casino Phú Quốc, tỉnh Kiên Giang. Sau khi cuộc biểu diễn của 15 thí sinh kết thúc, 10 thí sinh xuất sắc nhất sẽ được chọn vào vòng Liveshow (vòng Trình diễn trực tiếp).
| TT                         | Tên thí sinh               | Tiết mục thể hiện (Tác giả)                    | Kết quả                    |                            |
| Tập 9 (2 tháng 9 năm 2023) | Tập 9 (2 tháng 9 năm 2023) | Tập 9 (2 tháng 9 năm 2023)                     | Tập 9 (2 tháng 9 năm 2023) | Tập 9 (2 tháng 9 năm 2023) |
| -------------------------- | -------------------------- | ---------------------------------------------- | -------------------------- | -------------------------- |
| 1                          | Nguyễn Thành Đạt           | "Con tim tan vỡ" (Phan Mạnh Quỳnh)             | Loại                       |                            |
| 2                          | Vương Thu Hà (Suha)        | "Boom boom" (Đỗ Hiếu)                          | Loại                       |                            |
| 3                          | Nguyễn Hà Minh             | "Em đã biết" (Đông Âu)                         | Được chọn                  |                            |
| 4                          | Phan Thy Thy               | "Crazy Man" (Justatee, Viruss)                 | Loại                       |                            |
| 5                          | Xuân Định K.Y              | "Nếu một mai tôi bay lên trời" (Hứa Kim Tuyền) | Được chọn                  |                            |
| 6                          | Nguyễn Lâm Phúc            | "Em đừng khóc" (Trần Duy Khang)                | Được chọn                  |                            |
| 7                          | Vũ Thị Thu Hiền (Hellen)   | "Nụ hôn bất ngờ" (Mỹ Tâm)                      | Được chọn                  |                            |
| 8                          | Hà An Huy                  | "Thích em hơi nhiều" (Wren Evans, Mew Amazing) | Được chọn                  |                            |
| 9                          | Diễm Hằng (Lamoon)         | "Vì yêu cứ đâm đầu" (Hoàng Tôn)                | Được chọn                  |                            |
| 10                         | Dương Thành Đạt            | "Love Me More" (Hoàng Thống)                   | Loại                       |                            |
| 11                         | Hương Linh (PiaLinh)       | "Buồn thì cứ khóc đi" (Lynk Lee)               | Được chọn                  |                            |
| 12                         | Thu Thủy (Annie)           | "Lovin Til The End" (Annie, Mdee)              | Được chọn                  |                            |
| 13                         | Hồ Võ Thanh Thảo (Muộii)   | "Nhé anh" (Nguyễn Hà)                          | Được chọn                  |                            |
| 14                         | Đoàn Thị Thanh Hiền        | "Mama Boy" (Hứa Kim Tuyền)                     | Loại                       |                            |
| 15                         | Lê Khoa                    | "I Won't Give Up" (Lê Khoa)                    | Được chọn                  |                            |

Phần trình diễn của khách mời
| Khách mời  | Tiết mục thể hiện (Tác giả)   |
| ---------- | ----------------------------- |
| Jack - J97 | "Xóa tên anh đi" (Jack - J97) |

## Vòng Liveshow
10 thí sinh vượt qua đêm nhạc Thần tượng sẽ góp mặt trong 7 đêm Liveshow được truyền hình trực tiếp trên kênh VTV3. Mỗi đêm thi đều có chủ đề riêng biệt và các thí sinh được chọn các ca khúc với thể loại âm nhạc khác nhau. Trừ đêm thứ nhất không loại thí sinh nào, mỗi đêm liveshow sẽ loại một thí sinh, hoặc hai thí sinh trong trường hợp đêm thi trước có một thí sinh bị loại và được ban giám khảo cứu. Ban giám khảo có một lần duy nhất sử dụng quyền cứu một thí sinh bị loại trong bất kỳ đêm liveshow nào (trừ liveshow đầu tiên và chung kết), thí sinh được cứu sẽ tiếp tục trình diễn ở liveshow tiếp theo. 
Khán giả có thể bình chọn cho các thí sinh thông qua ứng dụng iZOTA của mạng di động Gmobile, nhà tài trợ kim cương của chương trình. Thời gian bình chọn cho các thí sinh được tính từ khi kết thúc mỗi đêm liveshow cho đến thởi điểm bắt đầu liveshow. Kết quả bình chọn được công bố vào cuối mỗi đêm thi của vòng Liveshow.

### Liveshow 1: Colorful - Khởi đầu mới
| 1  | Vũ Hiền (Hellen)     | "Ai cần ai" (Hứa Kim Tuyền)             |
| 2  | Thu Thủy (Annie)     | "Ghen" (Khắc Hưng)                      |
| 3  | Lê Khoa              | "1 cọng tóc mai" (Mew Amazing)          |
| 4  | Lâm Phúc             | "Yêu người có ước mơ" (Bùi Trường Linh) |
| 5  | Hương Linh (PiaLinh) | "Nấu ăn cho em" (Đen Vâu)               |
| 6  | Xuân Định K.Y        | "Clap clap" (Xuân Định K.Y)             |
| 7  | Nguyễn Hà Minh       | "Mưa tháng sáu" (Hứa Kim Tuyền)         |
| 8  | Diễm Hằng (Lamoon)   | "Noọng ơi" (Hoàng Hồng Ngọc)            |
| 9  | Hà An Huy            | "Khói" (Khắc Hưng)                      |
| 10 | Thanh Thảo (Muộii)   | "Say It First" (Muộii)                  |

Phần trình diễn của khách mời
| Khách mời | Tiết mục thể hiện (Tác giả)       |
| --------- | --------------------------------- |
| Siu Black | "Ngọn lửa cao nguyên" (Trần Tiến) |

### Liveshow 2: Năm sinh & những khoảnh khắc đáng nhớ
| TT                           | Tên thí sinh                 | Tiết mục thể hiện (Tác giả)                      | Kết quả                      |                              |
| Tập 11 (16 tháng 9 năm 2023) | Tập 11 (16 tháng 9 năm 2023) | Tập 11 (16 tháng 9 năm 2023)                     | Tập 11 (16 tháng 9 năm 2023) | Tập 11 (16 tháng 9 năm 2023) |
| ---------------------------- | ---------------------------- | ------------------------------------------------ | ---------------------------- | ---------------------------- |
| 1                            | Top 10 Vietnam Idol          | "Hòa nhịp con tim" (Huy Tuấn)                    |                              |                              |
| 2                            | Nguyễn Lâm Phúc              | "Đêm nằm mơ phố" (Việt Anh)                      | An toàn                      |                              |
| 3                            | Diễm Hằng (Lamoon)           | "Mắt nai cha cha cha" (Sỹ Luân)                  | An toàn                      |                              |
| 4                            | Lê Khoa                      | "Tình 2000" (Võ Thiện Thanh)                     | Loại                         |                              |
| 5                            | Thanh Thảo (Muộii)           | "Nhớ anh" (Kỳ Phương)                            | Nguy hiểm                    |                              |
| 6                            | Hương Linh (PiaLinh)         | "Nếu như anh đến" (Nguyễn Đức Cường)             | An toàn                      |                              |
| 7                            | Vũ Hiền (Hellen)             | "Mưa phi trường" (Việt Anh)                      | An toàn                      |                              |
| 8                            | Hà An Huy                    | "Trăng dưới chân mình" (Trần Lê Quỳnh)           | An toàn                      |                              |
| 9                            | Thu Thủy (Annie)             | "Dịu dàng đến từng phút giây" (Lương Bằng Quang) | Nguy hiểm                    |                              |
| 10                           | Xuân Định K.Y                | "Người ta nói" (Nguyễn Hoài Anh)                 | An toàn                      |                              |
| 11                           | Nguyễn Hà Minh               | "Xin hãy thứ tha" (Dương Khắc Linh)              | An toàn                      |                              |

### Liveshow 3: Nét dân gian
| TT                           | Tên thí sinh                 | Tiết mục thể hiện (Tác giả)                                       | Kết quả                      |                              |
| Tập 12 (23 tháng 9 năm 2023) | Tập 12 (23 tháng 9 năm 2023) | Tập 12 (23 tháng 9 năm 2023)                                      | Tập 12 (23 tháng 9 năm 2023) | Tập 12 (23 tháng 9 năm 2023) |
| ---------------------------- | ---------------------------- | ----------------------------------------------------------------- | ---------------------------- | ---------------------------- |
| 1                            | Diễm Hằng (Lamoon)           | "Còn duyên" (Dân ca quan họ Bắc Ninh, phát triển: Lamoon)         | An toàn                      |                              |
| 2                            | Hương Linh (PiaLinh)         | "Ngồi hát đỡ buồn" (Nguyễn Hải Phong)                             | Nguy hiểm                    |                              |
| 3                            | Thu Thủy (Annie)             | "Son" (Đức Nghĩa)                                                 | Loại                         |                              |
| 4                            | Nguyễn Lâm Phúc              | "Gió đánh đò đưa" (Dân ca đồng bằng Bắc Bộ, phát triển: Lâm Phúc) | An toàn                      |                              |
| 5                            | Thanh Thảo (Muộii)           | "Cá cắn câu" (DTAP, lời rap: Thiên Lộc)                           | Nguy hiểm                    |                              |
| 6                            | Xuân Định K.Y                | "Cưng như trứng" (Xuân Định K.Y)                                  | An toàn                      |                              |
| 7                            | Vũ Hiền (Hellen)             | "Túy âm" (Xesi)                                                   | An toàn                      |                              |
| 8                            | Nguyễn Hà Minh               | "Rơi" (Hồ Hoài Anh)                                               | An toàn                      |                              |
| 9                            | Hà An Huy                    | "Đào liễu" (Hà An Huy)                                            | An toàn                      |                              |

Phần trình diễn của khách mời
| Khách mời | Tiết mục thể hiện (Tác giả)    |
| --------- | ------------------------------ |
| Hòa Minzy | "Thị Mầu" (Nguyễn Hoàng Phong) |

### Liveshow 4: The Remix - Hòa âm ánh sáng
| TT                           | Tên thí sinh                 | Tiết mục thể hiện (Tác giả)                                | Kết quả                      |                              |
| Tập 13 (30 tháng 9 năm 2023) | Tập 13 (30 tháng 9 năm 2023) | Tập 13 (30 tháng 9 năm 2023)                               | Tập 13 (30 tháng 9 năm 2023) | Tập 13 (30 tháng 9 năm 2023) |
| ---------------------------- | ---------------------------- | ---------------------------------------------------------- | ---------------------------- | ---------------------------- |
| 1                            | Thanh Thảo (Muộii)           | "Hương đêm bay xa" (Châu Đăng Khoa, lời rap: Thiên Lộc)    | Nguy hiểm                    |                              |
| 2                            | Vũ Hiền (Hellen)             | "Bad Boy" (Đỗ Hiếu)                                        | An toàn                      |                              |
| 3                            | Hương Linh (PiaLinh)         | "Khi em lớn" (Orange)                                      | Loại                         |                              |
| 4                            | Diễm Hằng (Lamoon)           | "Yêu dấu theo gió bay" (Nguyễn Hoàng Duy, lời rap: Lamoon) | Nguy hiểm                    |                              |
| 5                            | Xuân Định K.Y                | "Anh không đòi quà" (Only C, lời rap: Xuân Định K.Y)       | An toàn                      |                              |
| 6                            | Hà An Huy                    | "Ngã tư không đèn" (TRANG)                                 | An toàn                      |                              |
| 7                            | Nguyễn Hà Minh               | "Ngày mai" (Lưu Thiên Hương, lời rap: Hà Minh)             | An toàn                      |                              |
| 8                            | Nguyễn Lâm Phúc              | "Don't You Go" (Vũ Cát Tường)                              | An toàn                      |                              |

Phần trình diễn của khách mời
| Khách mời     | Tiết mục thể hiện (Tác giả)     |
| ------------- | ------------------------------- |
| Văn Mai Hương | "Đại minh tinh" (Hứa Kim Tuyền) |

### Liveshow 5: Đêm nhạc những ca khúc hit của thần tượng Mỹ Tâm
| TT                           | Tên thí sinh                 | Tiết mục thể hiện (Tác giả)             | Kết quả                      |                              |
| Tập 14 (7 tháng 10 năm 2023) | Tập 14 (7 tháng 10 năm 2023) | Tập 14 (7 tháng 10 năm 2023)            | Tập 14 (7 tháng 10 năm 2023) | Tập 14 (7 tháng 10 năm 2023) |
| ---------------------------- | ---------------------------- | --------------------------------------- | ---------------------------- | ---------------------------- |
| 1                            | Xuân Định K.Y                | "Cô gái đến từ hôm qua" (Trần Lê Quỳnh) | An toàn                      |                              |
| 2                            | Diễm Hằng (Lamoon)           | "Họa mi tóc nâu" (Trần Huân)            | Nguy hiểm                    |                              |
| 3                            | Vũ Hiền (Hellen)             | "Đâu chỉ riêng em" (Khắc Hưng)          | An toàn                      |                              |
| 4                            | Nguyễn Hà Minh               | "Vì em quá yêu anh" (Mỹ Tâm)            | An toàn                      |                              |
| 5                            | Nguyễn Lâm Phúc              | "Yêu dại khờ" (Quang Huy)               | An toàn                      |                              |
| 6                            | Hà An Huy                    | "Người hãy quên em đi" (Khắc Hưng)      | An toàn                      |                              |
| 7                            | Thanh Thảo (Muộii)           | "Tóc nâu môi trầm" (Quốc Bảo)           | Được cứu                     |                              |

Phần trình diễn của khách mời
| Khách mời | Tiết mục thể hiện (Tác giả)                                                           |
| --------- | ------------------------------------------------------------------------------------- |
| Hà Nhi    | Liên khúc: "Chưa quên người yêu cũ" (Hứa Kim Tuyền), "Lâu lâu nhắc lại" (Đỗ Hoài Nam) |

### Liveshow 6: Đêm bán kết - Những bài hát lựa chọn từ ban giám khảo
| TT                            | Tên thí sinh                  | Tiết mục thể hiện (Tác giả)                             | Kết quả                       |                               |
| Tập 15 (14 tháng 10 năm 2023) | Tập 15 (14 tháng 10 năm 2023) | Tập 15 (14 tháng 10 năm 2023)                           | Tập 15 (14 tháng 10 năm 2023) | Tập 15 (14 tháng 10 năm 2023) |
| ----------------------------- | ----------------------------- | ------------------------------------------------------- | ----------------------------- | ----------------------------- |
| 1                             | Diễm Hằng (Lamoon)            | "Lời tỏ tình dễ thương" (Ngọc Sơn)                      | Loại                          |                               |
| 2                             | Vũ Hiền (Hellen)              | "Mơ" (Vũ Cát Tường)                                     | Loại                          |                               |
| 3                             | Thanh Thảo (Muộii)            | "Chờ người nơi ấy" (Nhạc: Huy Tuấn, lời: Hà Quang Minh) | Nguy hiểm                     |                               |
| 4                             | Nguyễn Lâm Phúc               | "Trái tim em cũng biết đau" (Mr. Siro)                  | An toàn                       |                               |
| 5                             | Hà An Huy                     | "Dạ vũ" (Tăng Duy Tân)                                  | An toàn                       |                               |
| 6                             | Nguyễn Hà Minh                | "Mascara" (Chillies)                                    | An toàn                       |                               |
| 7                             | Xuân Định K.Y                 | "Chim sáo ngày xưa" (NSƯT Nhất Sinh)                    | An toàn                       |                               |

Phần trình diễn của khách mời
| Khách mời     | Tiết mục thể hiện (Tác giả)        |
| ------------- | ---------------------------------- |
| Phương Mỹ Chi | Bóng phù hoa (Phương Mỹ Chi, DTAP) |

### Liveshow 7: Đêm chung kết
5 thí sinh trong đêm chung kết sẽ lần lượt biểu diễn tiết mục tự chọn của mình. Từ kết quả bình chọn trong thời gian sau Liveshow 6 đến trước đêm chung kết, chương trình sẽ loại 2 thí sinh. 3 thí sinh còn lại tiếp tục phần biểu diễn thứ hai, trong đó họ sẽ biểu diễn lại những ca khúc đã được thể hiện tại vòng tuyển chọn; cổng bình chọn sẽ tiếp tục mở dành cho khán giả bình chọn cho 3 thí sinh. Thí sinh có số bình chọn cao nhất trong Top 3 sẽ đoạt ngôi vị quán quân, 2 thí sinh còn lại đoạt ngôi á quân.
| TT                            | Tên thí sinh                  | Tiết mục thể hiện (Tác giả)                                               | Kết quả                       |
| Tập 16 (21 tháng 10 năm 2023) | Tập 16 (21 tháng 10 năm 2023) | Tập 16 (21 tháng 10 năm 2023)                                             | Tập 16 (21 tháng 10 năm 2023) |
| ----------------------------- | ----------------------------- | ------------------------------------------------------------------------- | ----------------------------- |
| 1                             | Xuân Định K.Y                 | "3 đi (đi đi đi)" (ICM, lời mới: Xuân Định K.Y)                           | Loại                          |
| 2                             | Nguyễn Hà Minh                | "Dưới ánh đèn sân khấu" (Hứa Kim Tuyền)                                   | An toàn                       |
| 3                             | Nguyễn Lâm Phúc               | Liên khúc: "Tình đầu" (Tăng Duy Tân), "Phía sau một cô gái" (Tiên Cookie) | An toàn                       |
| 4                             | Thanh Thảo (Muộii)            | "Em còn đẹp lắm" (Muộii)                                                  | Loại                          |
| 5                             | Hà An Huy                     | "Người lạ ơi" (Châu Đăng Khoa)                                            | An toàn                       |
|                               |                               |                                                                           |                               |
| 6                             | Nguyễn Lâm Phúc               | "Tâm sự cùng người lạ" (Tiên Cookie)                                      |                               |
| 7                             | Nguyễn Hà Minh                | "Giữa đại lộ Đông Tây" (Hứa Kim Tuyền)                                    |                               |
| 8                             | Hà An Huy                     | "Rơi" (Hà An Huy)                                                         |                               |

Phần trình diễn của khách mời và thí sinh
| Khách mời và thí sinh                   | Tiết mục thể hiện (Tác giả)                                  |
| --------------------------------------- | ------------------------------------------------------------ |
| Hellen, Lamoon, PiaLinh, Annie, Lê Khoa | "Có hẹn với thanh xuân" (Grey D, Nicky)                      |
| Tăng Duy Tân                            | "Anh đã loop trong niềm đau này" (Tăng Duy Tân)              |
| Đông Nhi                                | "Người ôm pháo hoa" (DTAP)                                   |
| Sơn Tùng M-TP                           | "Em của ngày hôm qua" (Sơn Tùng M-TP)                        |
| Mỹ Tâm                                  | Liên khúc: "Đừng hỏi em" (Mỹ Tâm), "Cô ấy là ai" (Khắc Hưng) |
| Mỹ Tâm và top 10 Vietnam Idol           | "The Light" (Mỹ Tâm)                                         |

Kết quả chung cuộc
| Thí sinh           | Kết quả (Tỷ lệ bình chọn) |
| ------------------ | ------------------------- |
| Hà An Huy          | Quán quân (43,7%)         |
| Nguyễn Lâm Phúc    | Á quân                    |
| Nguyễn Hà Minh     | Á quân                    |
| Xuân Định K.Y      | Top 5                     |
| Thanh Thảo (Muộii) | Top 5                     |

## Bảng loại trừ
| Thí sinh             | H. | Liveshow 1 | Liveshow 2 | Liveshow 3 | Liveshow 4 | Liveshow 5 | Liveshow 6 | Liveshow 7 |  |
| -------------------- | -- | ---------- | ---------- | ---------- | ---------- | ---------- | ---------- | ---------- |  |
| Hà An Huy            | 1  | An toàn    | An toàn    | An toàn    | An toàn    | An toàn    | An toàn    | Quán quân  |  |
| Lâm Phúc             | 2  | An toàn    | An toàn    | An toàn    | An toàn    | An toàn    | An toàn    | Á quân     |  |
| Nguyễn Hà Minh       | 2  | An toàn    | An toàn    | An toàn    | An toàn    | An toàn    | An toàn    | Á quân     |  |
| Xuân Định K.Y        | 4  | An toàn    | An toàn    | An toàn    | An toàn    | An toàn    | An toàn    | Top 5      |  |
| Thanh Thảo (Muộii)   | 4  | An toàn    | Nguy hiểm  | Nguy hiểm  | Nguy hiểm  | Được cứu   | Nguy hiểm  | Top 5      |  |
| Vũ Hiền (Hellen)     | 6  | An toàn    | An toàn    | An toàn    | An toàn    | An toàn    | Loại       |            |  |
| Diễm Hằng (Lamoon)   | 6  | An toàn    | An toàn    | An toàn    | Nguy hiểm  | Nguy hiểm  | Loại       |            |  |
| Hương Linh (PiaLinh) | 8  | An toàn    | An toàn    | Nguy hiểm  | Loại       |            |            |            |  |
| Thu Thủy (Annie)     | 9  | An toàn    | Nguy hiểm  | Loại       |            |            |            |            |  |
| Lê Khoa              | 10 | An toàn    | Loại       |            |            |            |            |            |  |

## Đón nhận
Ngay khi mở cổng vòng sơ tuyển trực tuyến vào tháng 1 năm 2023, chương trình ghi nhận hơn 5.000 đơn đăng ký của các thí sinh trên cả nước. Theo nhạc sĩ Nguyễn Quang Long trên báo Thanh Niên, thành công từ chương trình Ca sĩ mặt nạ tạo ra một hiệu ứng tốt cho việc phát triển âm nhạc đại chúng; tuy nhiên sự trở lại của chương trình xuất phát từ chính nhu cầu của các bạn trẻ đam mê ca hát sau đại dịch. Bài viết trên báo Người lao động cho hay việc sản xuất lại những chương trình cũ như Thần tượng âm nhạc Việt Nam luôn khơi gợi sự tò mò cho khán giả; tuy nhiên sẽ là thách thức đối với nhà sản xuất để đổi mới ra sao cho vừa mang tính hấp dẫn, vừa bảo đảm nguyên vẹn ý nghĩa của bản gốc; bởi vậy, bài viết khẳng định chất lượng của chương trình chủ yếu phụ thuộc vào chất lượng thí sinh.
Khi ban giám khảo vòng sơ tuyển được công bố, nhiều khán giả bày tỏ sự phấn khích và mong đợi chương trình được lên sóng, nhưng một số ý kiến chưa đồng tình với các giám khảo vòng sơ tuyển và mong chờ sự xuất hiện của các nghệ sĩ khác khi lên sóng chính thức.
Sau khi lên sóng tập đầu tiên, chương trình nhận được những phản hồi tích cực từ khán giả. Bài viết trên báo Dân Việt nhận định mùa này văn minh hơn khi không còn xuất hiện những thí sinh có giọng hát phô chênh, gây cười như những mùa trước đây, vốn từng khiến cho khán giả phẫn nộ vì cho rằng họ bị lợi dụng để thu hút người xem khi lên sóng. Yếu tố hài hước trong chương trình cũng đã được tiết chế hơn, và sân khấu ở vòng tuyển chọn của chương trình cũng được đầu tư hơn so với những mùa trước đó. Báo Tiền Phong cho rằng chất lượng thí sinh mùa này có sự tiến bộ hơn so với những thí sinh của các mùa trước về mặt kỹ thuật và bản lĩnh sân khấu. Điều này giúp cho tập đầu tiên của mùa thứ 8 lọt vào top thịnh hành trên YouTube sau chưa đầy 24 giờ công chiếu, đạt top 1 rating trên kênh VTV3; đồng thời hình ảnh của Mỹ Tâm trong chương trình cũng giúp từ khóa "Mỹ Tâm" có mặt trong top tìm kiếm thịnh hành trên Google vào hai ngày 9 và 10 tháng 7. Tập thứ 2 phát sóng một tuần sau đó cũng thu hút hàng triệu lượt xem và nhanh chóng có mặt trong top thịnh hành trên YouTube.
Một bài viết đánh giá trên báo Sài Gòn Giải Phóng khẳng định qua 4 tập phát sóng đầu tiên, chương trình đã hội tụ đủ mọi yếu tố làm nên thành công của một chương trình truyền hình thực tế về tìm kiếm tài năng âm nhạc vốn đã có thương hiệu và được khán giả yêu mến trong 7 mùa trước đây. Bài đánh giá khác sau đó của báo này cũng cho thấy sự chuyển mình mạnh mẽ của nền âm nhạc Việt với tư duy và cách thể hiện âm nhạc mới từ những thí sinh trẻ tuổi tham gia chương trình. Mặc dù vậy, sau khi kết thúc vòng tuyển chọn, một bài viết trên báo Phụ nữ cho rằng phần lớn thí sinh mùa này chỉ có giọng hát ở mức ổn, không có màu sắc nổi bật hay khác biệt.
Theo báo Thanh Niên, thí sinh mùa này được trau chuốt cả phần nghe lẫn phần nhìn, nhưng vì chất lượng quá "đều đều" nên khiến chương trình trở nên nhạt nhòa, không có điểm gì nổi bật để thu hút khán giả. Một số ý kiến cho rằng cách xử lý giai điệu của thí sinh trong chương trình chưa mang tính đột phá so với thị hiếu của khán giả. Sau 8 tập đầu tiên, chưa có một tập phát sóng nào lọt vào top 3 thịnh hành trên YouTube; bài viết cũng cho rằng việc một vài video của chương trình lên xu hướng lại do những ồn ào xoay quanh các thí sinh tham gia.
Dù đã trải qua 9 tập phát sóng và 10 thí sinh chính thức trong vòng Liveshow đã lộ diện nhưng chương trình dường như vẫn khá im ắng so với sức hút của những chương trình truyền hình về âm nhạc lên sóng cùng thời điểm như Rap Việt hay Ca sĩ mặt nạ. Trừ hai tập đầu tiên, các tập phát sóng của chương trình chỉ mang về khoảng 1 triệu lượt xem trên YouTube và khoảng 1.000 lượt tương tác trên fanpage chính thức của chương trình. Một khán giả trung thành của chương trình nói với báo Tuổi Trẻ rằng chương trình tuy đổi mới về mặt hình thức nhưng vẫn khiến người xem chưa thể thỏa mãn sự chờ đợi suốt 7 năm qua. Còn theo nhạc sĩ Nguyễn Hà, các phiên bản của chương trình Idols không còn sự hấp dẫn là xu hướng chung trên toàn thế giới chứ không chỉ là tại Việt Nam. Cùng quan điểm, chuyên gia truyền thông Hồng Quang Minh cho thấy nhà sản xuất đã rất cố gắng để đầu tư và đổi mới chương trình Vietnam Idol.
Sau tập 9 (đêm nhạc Thần tượng của chương trình) đạt được lượng người xem cao dù vướng phải tranh cãi khi mời Jack tham gia, hai tập 10 và 11 có dấu hiệu sụt giảm dần về lượt xem. Theo đánh giá của báo Tiền Phong sau ba đêm liveshow đầu tiên, điểm yếu lớn nhất của các thí sinh là về cách chọn bài. Điều này khiến họ chưa thể bộc lộ được cá tính của riêng mình, từ đó khó có thể chinh phục được khán giả.

## Tranh cãi

### Trước khi chương trình lên sóng
Sau vòng sơ tuyển tại thành phố Hồ Chí Minh, giám khảo Only C chia sẻ rằng trong số 3.000 thí sinh đăng ký tham gia thì có tới 90% thí sinh chỉ chọn một trong số các ca khúc "Cô đơn trên sofa", "Như phút ban đầu", "Nửa thập kỷ", liên khúc "If" – "Mơ" - "Vết mưa", "Mơ hồ" và "Có không giữ mất đừng tìm". Một số thí sinh khác lại chọn hát nhạc nước ngoài, thể loại Opera, khiến ban giám khảo bối rối. "Rõ ràng đó không phải tư duy âm nhạc của các bạn. Không thể có tư duy 3.000 người như 1 được" – anh khẳng định.
Cũng trong vòng sơ tuyển tại thành phố Hồ Chí Minh, một số ý kiến cho rằng Giang Hồng Ngọc dù là giám khảo nữ duy nhất nhưng lại là "giám khảo khó tính nhất". Phản hồi những ý kiến này, cô cho biết giám khảo phải cân nhắc rất kỹ chứ không thể cho thẻ liền được, phải thấy được khả năng của từng thí sinh rồi mới có thể quyết định.

### Trong chương trình

#### Thí sinhVietnam Idolcho rằng chương trình thiếu công bằng
Một đoạn trò chuyện của Hà Uyển Linh - thí sinh nhận được vé bạc tại vòng tuyển chọn - với một người bạn trên trang cá nhân của cô được chia sẻ rộng rãi trên mạng xã hội. Trong chương trình, cô chọn thể hiện một ca khúc tiếng Nga cùng với một đoạn trong bài hát "Cha và con gái" nhưng không thể gây được ấn tượng tốt với ban giám khảo. Mỹ Tâm khẳng định thí sinh này giỏi nhưng không đồng tình với cách hát vừa Opera vừa "lai" nhạc pop và cho rằng, cách hát của Uyển Linh khó chinh phục khán giả; đồng thời nhận định Uyển Linh chưa chuẩn bị kỹ cho phần thi của mình. Quan điểm của Mỹ Tâm được hai giám khảo Huy Tuấn và Nguyễn Quang Dũng đồng tình. Một người bạn của Uyển Linh đã chụp lại phần nhận xét của Mỹ Tâm cho rằng cô có cách xử lý không khéo "hát to hát nhỏ" và mỉa mai "Em đang hát to hát nhỏ. Nghe buồn cười quá...". Đáp lại, cô cười cợt đồng tình, đồng thời sử dụng ngôn từ thiếu chừng mực. Điều này khiến cô nhận phải làn sóng chỉ trích từ cộng đồng mạng. Nhiều người cho rằng cô thiếu tinh tế, chuyên nghiệp khi bày tỏ thái độ với một giám khảo có nhiều năm kinh nghiệm trong lĩnh vực âm nhạc. Bình luận gây tranh cãi hiện đã bị xóa đi.
Sau khi bị loại ở vòng nhà hát, Uyển Linh lên tiếng giải thích về sự việc này. Theo đó, cô thừa nhận đôi lúc không kiểm soát được cảm xúc nên có những phát ngôn thiếu suy nghĩ, nhưng phủ nhận việc hướng những lời nói ấy về giám khảo Mỹ Tâm mà khẳng định đây là lời nói vui của người bạn đồng hành cùng cô trong suốt quá trình tham gia chương trình. Cô cho biết phần bạn ấy nhắc lại là câu nói "Em đang hát to nhỏ chứ không hát thả theo làn hơi" của giám khảo Mỹ Tâm khi nhận xét về đoạn cô hát mashup "Cha và con gái" - "Cám ơn mẹ" tại vòng tuyển chọn chứ không phải là phần trình diễn sau đó, và cho rằng phần đó bị cắt do thời lượng phát sóng chương trình có hạn. Ngoài ra, cô cũng cảm thấy buồn vì phần lớn đoạn trò chuyện và hỏi thông tin cá nhân của giám khảo đối với cô cũng bị cắt nên khiến một số khán giả hiểu nhầm là cô tự khoe thành tích. Trong khi đó, phía ban tổ chức không lên tiếng về ồn ào xoay quanh thí sinh Uyển Linh.

#### Tranh cãi về kết quả đổi vé chờ
Trong tập 7 - tập đầu tiên của vòng nhà hát, Shana Huỳnh, Vương Thu Hà, Quốc Vương, Dương Thành Đạt và Diệu Tuyết là những thí sinh được đưa vào nhóm chờ. Sau khi cân nhắc, Vương Thu Hà và Dương Thành Đạt được giám khảo chọn để đi tiếp. Kết quả này khiến nhiều khán giả cảm thấy bức xúc. Bài đăng kết quả đổi vé chờ của tập này trên fanpage của chương trình nhận về hàng trăm cảm xúc phẫn nộ và nhiều ý kiến không đồng tình chỉ sau một giờ đăng tải. Mặc dù khán giả vẫn dành lời khen cho các thí sinh vì sự tiến bộ của họ so với những tập trước, nhưng nhiều ý kiến cho rằng giám khảo quyết định dựa trên ngoại hình thay vì giọng hát của thí sinh, khiến Quốc Vương và Diệu Tuyết dù để lại nhiều thiện cảm nhưng vẫn bị loại một cách đáng tiếc. Bài đăng chúc mừng thí sinh Dương Thành Đạt cũng nhận nhiều biểu cảm phẫn nộ và nhiều bình luận không hài lòng về kết quả của anh. Báo Tuổi Trẻ nhận định rằng đây là lần đầu tiên sau 7 tập phát sóng của mùa 8 mà chương trình bị khán giả phản ứng về kết quả và cho rằng nó sẽ là nguyên nhân khiến một số khán giả không còn "mặn mà" với chương trình như những tập đầu tiên.

#### Jack xuất hiện tại chương trình và tranh cãi về Đêm nhạc thần tượng
Trong tập 9 của chương trình, Jack xuất hiện trong vai trò khách mời để thể hiện tiết mục "Xóa tên anh đi", đồng thời đưa ra lời khuyên dành cho các thí sinh. Tuy nhiên, trong bối cảnh MV mới của anh - "Từ nơi tôi sinh ra", có sự xuất hiện của Lionel Messi - gây tranh cãi liên quan tới bản quyền hình ảnh, cộng với bê bối tình ái kéo dài nên sự xuất hiện của anh khiến khán giả phản ứng. Nhiều khán giả cho rằng việc anh xuất hiện tại một chương trình được phát sóng trên đài truyền hình quốc gia là một "nghịch lý khó chấp nhận", thậm chí có thể khiến hình ảnh của chương trình xấu đi trong mắt khán giả. Nhiều người còn cho rằng khả năng thanh nhạc của Jack không thực sự tốt dù có lượng fan lớn. Một số khán giả thậm chí nghi ngờ rằng anh hát nhép trong tiết mục này.
Bên cạnh đó, nhiều khán giả phát hiện ra rằng khi Jack trình diễn, các giám khảo không xuất hiện tại vị trí ghế ngồi, khiến họ cho rằng sự xuất hiện của anh không "được lòng" các nghệ sĩ đi trước. Số khác cho rằng đó chỉ là sự sắp đặt ngẫu nhiên của ban tổ chức. Tuy nhiên, những khán giả có mặt tại buổi ghi hình cho biết các giám khảo rời khỏi ghế của mình để xem đồng nghiệp của họ biểu diễn. Theo Yeah1, tiết mục này cho các giám khảo thêm thời gian để đưa ra quyết định cuối cùng. Mặc dù vậy, nhiều người trích lại những tiết mục trình diễn của các năm trước đó để chứng minh rằng ở thời điểm đó, các giám khảo vẫn ở lại ghế của mình và cổ vũ nhiệt tình cho các khách mời. Trong tập 10 của chương trình, các giám khảo cũng đính chính về tranh cãi này. Giám khảo Nguyễn Quang Dũng bày tỏ: "Vì tuần trước sau phần trình diễn của các thí sinh, giám khảo phải ngồi họp với nhau để chấm điểm, nên nếu làm việc đó khi nghệ sĩ đang diễn thì rất kỳ. Nhưng hôm nay chúng tôi không phải chấm điểm, nên chúng tôi sẽ ngồi đây với tư cách là những khán giả".
Bên cạnh tiết mục của Jack, một đoạn clip trình diễn của một khách mời khác trên sân khấu của chương trình là Hà Anh Tuấn với bốn tiết mục "Tháng mấy em nhớ anh", "Trái tim em cũng biết đau", "Còn nguyên vết thương sâu" và "Nơi ấy bình yên" được chia sẻ rộng rãi trên cộng đồng mạng. Poster về sự xuất hiện của anh cũng đã được đăng tải lên trang chính thức của chương trình trước khi Đêm nhạc thần tượng được lên sóng, nhưng toàn bộ phần trình diễn của anh đều không được lên sóng truyền hình. Hiện đại diện truyền thông của chương trình chưa lên tiếng về sự việc này. Bản thân anh cũng nhận phải những ý kiến trái chiều về khả năng hát live của anh trong tiết mục "Trái tim em cũng biết đau".
Mặc dù bị chỉ trích, nhưng chính vì điều này mà tập 9 của chương trình có lượt xem cao hơn hẳn so với 5 tập phát sóng trước đó. Điều này khiến khán giả nghi ngờ rằng đây là "chiêu trò" của nhà sản xuất của chương trình để tăng rating cho tập này.

#### Về việc Hoàng Thùy Linh được mời tham gia Liveshow 3 nhưng bị "hủy show"
Trao đổi với báo Lao Động, đại diện truyền thông của chương trình cho biết Liveshow 3 dự kiến sẽ có sự xuất hiện của khách mời Hoàng Thùy Linh - người được nhắc tới nhiều với scandal thái độ bề trên, ngạo mạn trong lúc trả lời phỏng vấn tại buổi họp báo. Nhiều khán giả cho rằng chương trình mời cô bất chấp việc đang bị tẩy chay nhằm tăng rating cho chương trình khi ba tập trước đó có lượt xem ngày càng thấp.
Mặc dù vậy, trong suốt tập Liveshow 3 không có sự xuất hiện của khách mời Hoàng Thùy Linh, điều này khiến nhiều khán giả cho rằng cô bị chương trình "hủy show" ngay trước khi lên sóng. Một tài khoản mạng xã hội cho rằng chủ đề của đêm liveshow này phù hợp với phong cách âm nhạc của cô, nhưng cuối cùng khách mời lại là Hòa Minzy - người thể hiện tiết mục "Thị Mầu" mà trước đó đó là bài hát khiến cô bị nhiều fan của Hoàng Thùy Linh cho là bắt chước. Đồng thời, người đó cho rằng chương trình đã rút kinh nghiệm từ tập 9 (tập có Jack tham gia) và không mời Hoàng Thùy Linh trong đêm liveshow này. Bài viết này nhận được nhiều ý kiến đồng tình của khán giả. Khi báo Thanh Niên liên hệ với đại diện của Hoàng Thùy Linh, họ phủ nhận việc cô bị "hủy show" phút chót và cho biết do lịch trình tập luyện concert bận rộn nên không thể sắp xếp thời gian tham gia và đã thông báo điều đó ngay từ đầu. Trong khi đó, phía chương trình từ chối trả lời về vấn đề này.

#### Đêm chung kếtVietnam Idol
Sau đêm chung kết diễn ra vào tối ngày 21 tháng 10 năm 2023 với chiến thắng cuối cùng của thí sinh Hà An Huy, nhiều tranh cãi đã xảy ra. Đầu tiên là về kết quả top 3, khi Xuân Định K.Y - một thí sinh được nhiều khán giả đánh giá là thí sinh có nhiều khả năng giành được vị trí quán quân nhất - không có mặt trong số 3 thí sinh xuất sắc nhất. Một số khán giả cho rằng đây là giọng hát phù hợp với tiêu chí "Thần tượng âm nhạc Việt Nam thế hệ mới" nhất và bày tỏ sự tiếc nuối khi anh bị loại.
Sự xuất hiện của khách mời Sơn Tùng M-TP trên sân khấu của Vietnam Idol sau 10 năm với tiết mục "Em của ngày hôm qua" gây chú ý. Bên cạnh những phản hồi tích cực, phần thể hiện của anh cũng gây tranh cãi vì có đoạn hai lần bị vỡ giọng. Mặc dù anh đã xử lý tốt sự cố của mình, nhưng một số khán giả vẫn không hài lòng vì anh hát đè quá nhiều trên nền nhạc thu âm trước.
Bên cạnh đó, đêm chung kết còn nhiều yếu tố gây tranh cãi khác. Format thay đổi khi có tới 5 thí sinh trong đêm chung kết thay vì top 2 như những mùa trước khiến cho quán quân ít có cơ hội tỏa sáng hơn. Top 5 cũng phải thể hiện như 6 liveshow trước đó để chọn ra top 3, khiến sự chú ý của khán giả bị phân tán và từ đó khiến họ cảm thấy kém hấp dẫn hơn. Phần bình chọn top 3 cũng được mở nhưng chỉ có 30 phút, điều này bị khán giả cho là quá ngắn. Phần thể hiện của Hà Minh và Hà An Huy gặp sự cố kỹ thuật khi mất nhiều thời gian chuẩn bị, khiến MC Đức Bảo liên tục phải câu giờ. Chưa dừng lại ở đó, trong khi Mỹ Tâm và Hà An Huy đang thể hiện tiết mục cuối cùng, 9 thí sinh trong top 10 cùng ra sân khấu hòa giọng. Báo Lao Động cho rằng đây là tiết mục khiến nhiều khán giả muốn tắt tivi vì giọng hát của các thí sinh không ăn khớp, khiến giai điệu bị chênh phô nhiều nhịp và không nghe rõ ra lời. Tiền Phong nhận định chương trình khởi đầu dài dòng nhưng kết thúc lại mờ nhạt.

### Khác
Ở tập 8, hai thí sinh Thanh Hiền và Hà Uyển Linh thể hiện các tiết mục của nhạc sĩ Đức Trí. Kết quả, Thanh Hiền được nhận vé chờ, còn Uyển Linh không thuyết phục được ban giám khảo. Tuy nhiên, sau khi nhận được kết quả từ giám khảo, Thanh Hiền bày tỏ ý định nhường lại vé cho Uyển Linh, khiến khán giả tranh luận. Nhiều khán giả cho rằng cô lẽ ra nên tôn trọng kết quả cũng như quyết định của ban giám khảo.
Trong đêm liveshow 4, Hà Minh thể hiện tiết mục "Ngày mai" và nhận được nhiều lời khen ngợi từ giám khảo. Sau tiết mục, giám khảo Huy Tuấn có những nhận xét chi tiết về tiết mục của cô. Anh nói rằng ban tổ chức phải hai lần dành lời khen cho Hà Minh - câu nói khiến nhiều người xem lầm tưởng anh có lời khen về mặt chuyên môn cho tiết mục của Hà Minh. Bên cạnh đó, anh cũng gửi lời cảm ơn cô vì giúp ban tổ chức "không phải lau sàn nhà" nhờ những vũ đạo tầm thấp mà cô thể hiện. Trên nhiều diễn đàn, lời nhận xét này gây tranh cãi; dù nhiều khán giả nhận xét anh hài hước nhưng một số khán giả cho rằng lời nhận xét đó "không duyên".
Kết quả ở liveshow 6 khiến nhiều khán giả bất bình vì Vũ Hiền (Hellen) có phần trình diễn được cho là quá tốt nhưng vẫn bị loại. Nhiều người cho rằng cô xứng đáng được bước tiếp vào đêm chung kết. Cũng có ý kiến thắc mắc về việc chương trình không công bố minh bạch số lượt bình chọn của khán giả.

## Giải thưởng và đề cử
| Năm  | Giải thưởng  | Hạng mục                       | Đề cử                               | Kết quả |
| ---- | ------------ | ------------------------------ | ----------------------------------- | ------- |
| 2023 | Ấn tượng VTV | Chương trình giải trí ấn tượng | Thần tượng âm nhạc Việt Nam (mùa 8) | Đề cử   |